# Carse of Gowrie

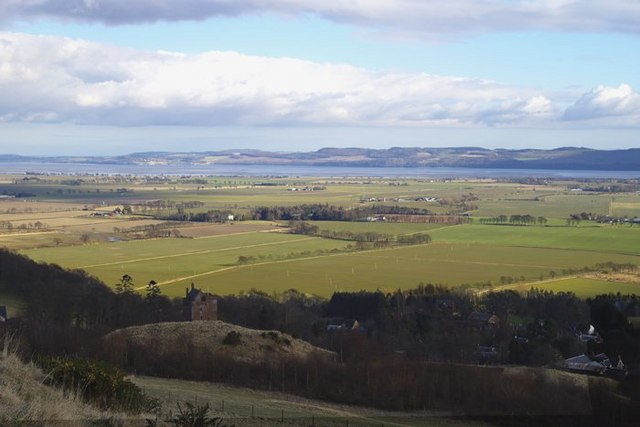
Blick von den Sidlaw Hills

Das Carse of Gowrie ist eine flache Landschaft in Perth and Kinross im Nordosten von Schottland. Es liegt zwischen dem Fluss Tay und dem, aus ihm entstehenden Firth of Tay im Süden sowie den Sidlaw Hills im Norden.
Zu den Ortschaften zählen Errol, Inchture, Longforgan, Leetown und Glencarse. Größere Städte am Rande sind Perth im Westen sowie Dundee im Osten.
Aufgrund der letzten Kaltzeit war das Carse of Gowrie großflächig überschwemmt gewesen. Im Laufe des 18. Jahrhunderts kam es zunehmend zu Entwässerungsmaßnahmen durch Landeigentümer. Hilfreich war die Anpflanzung von Obstgärten, etwa mit Äpfeln, Pflaumen und Pfirsichen. Geschützt durch die Sidlaw Hills vor kalten Winden aus dem Norden entwickelte sich das Gebiet zu einer gut nutzbaren Fläche für die Landwirtschaft.